# Инвалидность в искусстве
Искусство инвалидов — форма творчества, способ духовной самореализации человека с ограниченными возможностями посредством чувственно-выразительных средств (звука, пластики тела, рисунка, слова, цвета, света, природного материала и так далее).
Американский поэт и исследователь инвалидности Джим Феррис считает, что инвалиды в своём литературном творчестве стремятся описывать не саму инвалидность, а своё восприятие мира. При этом, по его мнению, не бывает двух инвалидов с одинаковым опытом и восприятием мира, из чего проистекает большое жанровое и художественное разнообразие литературного творчества инвалидов.

Большинство из того, что мы воспринимаем, не характерно для инвалидности — оно характерно для человеческой жизни.

- Джим Феррис.
Оригинальный текст (англ.)Most of what we perceive isn’t peculiar to disability — it’s peculiar to human life.

Древнегреческого поэта Гомера, автора «Одиссеи» и «Илиады», зачастую описывают как слепого, причем физический недуг поэта не являлся для него препятствием к созданию ярких образов и никак не влиял на признание его современниками.
Известными писателями и поэтами-инвалидами являются Франсиско де Гойя, Джон Мильтон, Лорд Гордон Байрон и другие.
Среди русских писателей и поэтов были как инвалиды с рождения (Юлия Жадовская), так и те, кто стал инвалидом в результате травмы или ранения (Эдуард Асадов, Николай Алексеевич Островский).

## В изобразительном искусстве
Многие всемирно известные художники были высоко оценены современниками и последующими поколениями, несмотря на инвалидность. Среди них – мексиканская художница Фрида Кало, которая в детстве переболела полиомиелитом, а в восемнадцать лет попала в серьёзную автомобильную аварию, и Анри де Тулуз-Лотрек, чьи ноги после травмы перестали расти.
Роль инвалидов в современном изобразительном искусстве напрямую связана с развитием технических средств реабилитации, в том числе и нетрадиционных. Известны примеры использования инновационного контроллера Wii Remote, предназначенного для игры на консоли Wii, в качестве вспомогательного средства для художников с ограниченной мобильностью.

## В музыке
Австрийский композитор Людвиг Ван Бетховен, не достигнув возраста 30 лет, начал страдать от тиннитуса, а впоследствии практически полностью оглох. Глухота Бетховена ударила по его социальной жизни, однако композитор не переставал заниматься и интересоваться музыкой до конца своих дней.
Современные музыкальные группы, состоящие частично или полностью из инвалидов, пользуются популярностью в различных странах мира. К таким коллективам относятся английская The British Paraorchestra, немецкая Station 17, чешская The Tap Tap и другие.
Некоторые музыканты и актеры переводят и исполняют песни на жестовом языке глухонемых. В России это артисты «Коляда-театра» или слабослышащий актер Алексей Знаменский.

## Театр и сценическое искусство

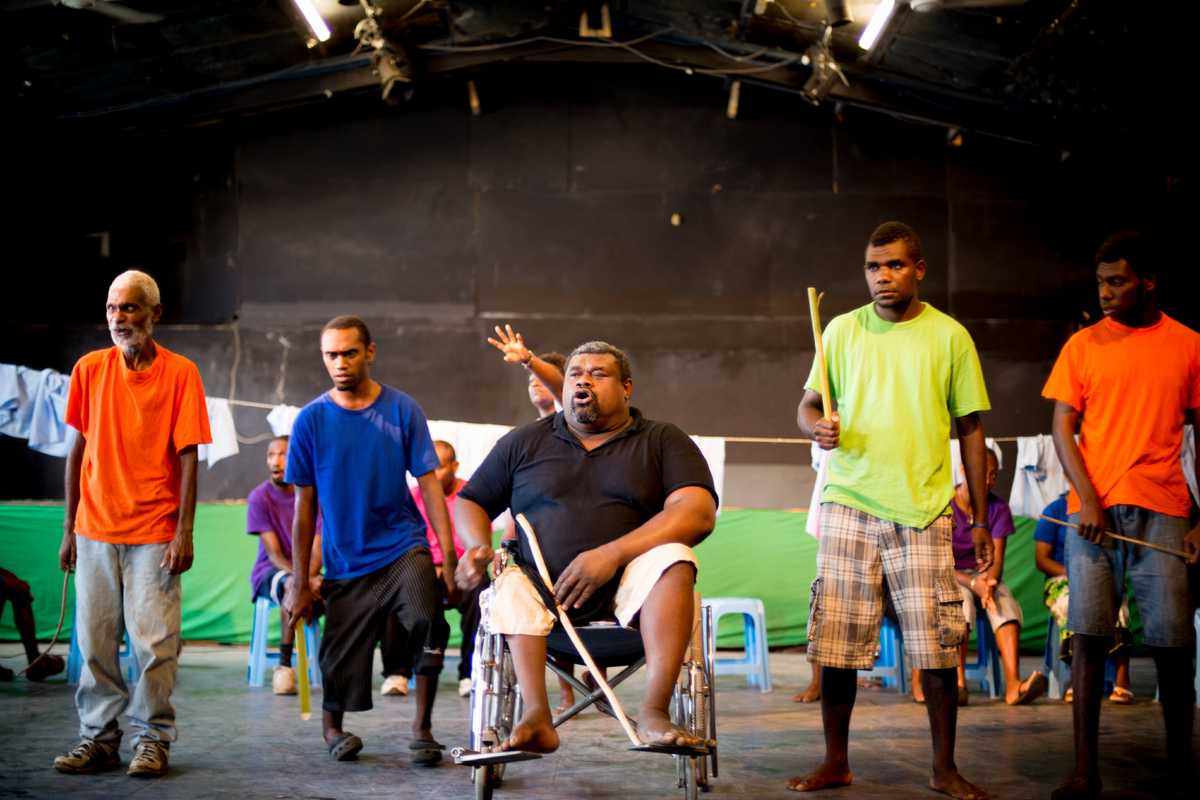
Театральная труппа инвалидов в Порт-Виле, Вануату.

Современные театры, в которых играют актёры с различными функциональными нарушениями, часто позиционируют себя как социокультурные феномены, ставя перед собой цель реабилитации и инклюзии инвалидов посредством творчества. Считается, что театр является эффективной площадкой для социальной интеграции инвалида. Среди других целей таких театров - поиск форм совместной работы инвалидов и профессиональных актеров, а также изменение общественного сознания относительно творческого и интеллектуального потенциала инвалидов.
Согласно реестру «особых театров», в России насчитывается 81 (на 2010 год) театр, в которых задействованы актеры-инвалиды и которые направлены на их инклюзию и повышение статуса инвалида в обществе. Среди них – театр слабослышащих актеров «Недослов» и «Театр Простодушных», где играют только актеры с синдромом Дауна. Многие театральные проекты направлены на реабилитацию детей.
В России ежегодно проходит фестиваль «особых театров» «Протеатр», в программе которого участвуют спектакли инвалидов. Оргкомитет фестиваля утверждает, что термин «особый театр» был введен именно им в 2000 году.

## В кино
Инвалидность, как физическая, так и психическая, нередко изображается в художественных фильмах («Аватар», «Форрест Гамп», «Пролетая над гнездом кукушки» и другие), однако в большинстве случаев играющий инвалида актер не имеет инвалидности в реальной жизни.
Единственной глухой актрисой, получившей премию «Оскар», является Марли Мэтлин. Она получила «Оскар» за лучшую женскую роль в фильме «Дети меньшего бога» в 1987 году. Другой американский актер, Кристофер Рив, известный по роли Супермена в фильме 1978 года, в 1995 году упал с лошади и, повредив шейные позвонки, остался парализованным, однако не прекратил работу в кино и в 1996 году выступал на церемонии «Оскар».
В российском фильме 2010 года «Шапито-шоу» одним из главных героев является слабослышащий Лёша (Алексей Знаменский), который исполняет в нем несколько песен с переводом на язык жестов.

## Значимость

Косплей девочки-инвалида Клары Сесеманн из романа Хайди

Исследователи инвалидности как социального феномена считают, что искусство, наряду с образованием, является одной из наиболее эффективных форм инклюзии (вовлечения инвалидов в нормальную общественную жизнь) и дестигматизации (борьбы с социальными ярлыками). Различные художественные организации и фестивали ставят своей целью именно социокультурную реабилитацию инвалидов, тем самым признавая большой дестигматизационный потенциал инвалидности в искусстве. Особую роль искусство играет в реабилитации и инклюзии детей с инвалидностью.

## Точки зрения на инвалидность в искусстве
Взгляды на искусство инвалидов и тему инвалидности в искусстве различаются. Согласно интернет-порталу Neinvalid.ru, многие относятся к произведениям инвалидов как к любительскому творчеству, не нужному никому, кроме самих инвалидов. Эксперт Центра Исследований Инвалидности Лидского университета Аллан Сазерленд в статье «Что такое искусство инвалидов?» («What is Disability Arts?») пишет, что основной аудиторией такого искусства являются другие инвалиды.

Мы не считаем, что наше творчество должна одобрять мейнстримовая аудитория без физических недостатков.

- Аллан Сазерленд (Allan Sutherland).
Оригинальный текст (англ.)We don't feel that our work has to be ratified by the approval of a mainstream, able-bodied audience.

С другой стороны, существует мнение, что инвалиды посредством искусства стремятся обратиться к значительно более широкой аудитории. Например, после выхода клипа чешской музыкальной группы The Tap Tap «Řiditel autobusu» (чеш. «Водитель автобуса») о трудностях, с которыми инвалиды сталкиваются в общественном транспорте, многие издания отметили, что клип вызвал широкий общественный резонанс, и назвали удачной попытку обратить внимание граждан на проблемы инвалидов.
Британская газета The Guardian, в свою очередь, отмечает, что искусство в исполнении инвалидов должно быть профессиональным, чтобы художественное высказывание не потеряло силу и не разочаровало аудиторию.